# PGC 69279
PGC 69279 est une galaxie lenticulaire située dans la constellation de Pégase. Cette galaxie a été découverte par l'astronome français Édouard Stephan en 1876. Sa vitesse par rapport au fond diffus cosmologique est de 5 658 ± 25 km/s, ce qui correspond à une distance de Hubble de 83,5 ± 5,9 Mpc (∼272 millions d'al).
Cette galaxie n'apparaît pas dans le catalogue NGC, même si elle souvent appelée NGC 7320C. Elle présente une large raie HI. La base de données NASA/IPAC indique que cette galaxie est dans la ligne de visée du Quintette de Stephan, mais sa distance correspond davantage à celles du quintette que celle de NGC 7320, une galaxie rapprochée de la Voie lactée.